# Soberano - Seis Vezes São Paulo
Soberano - Seis Vezes São Paulo é um longa-metragem brasileiro que conta a história dos títulos nacionais do clube São Paulo Futebol Clube. Retrata a visão de são-paulinos dos títulos de 1977, 1986, 1991, 2006, 2007 e 2008 mostrando as histórias dos principais ídolos do time a cada ano. A trilha sonora foi produzida por Luiz Macedo, da Jukebox, e conta também com canções de Nando Reis junto com Os Infernais.